# Mary Taylor
Pour les articles homonymes, voir Taylor.

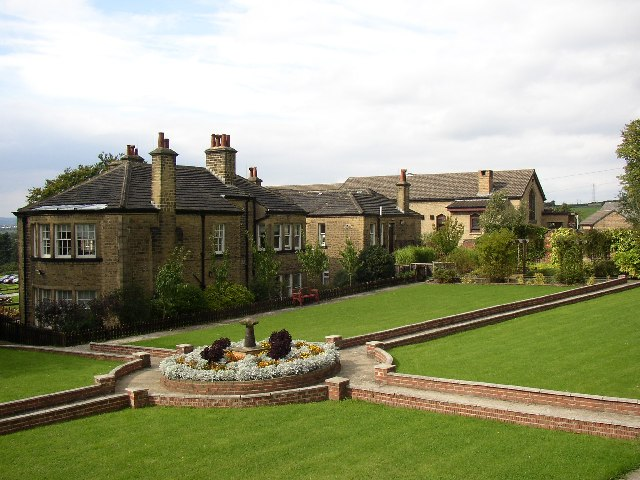
Roe Head School à Mirfield.

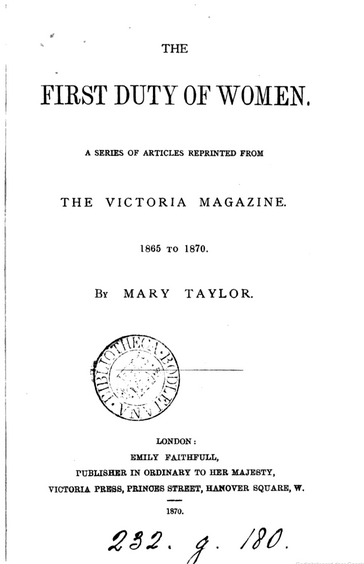
Mary Taylor: The First Duty of Women. A series of articles reprinted from the Victoria Magazine 1865 to 1870. Page de titre. London, Emily Faithfull, Victoria Press, 1870.

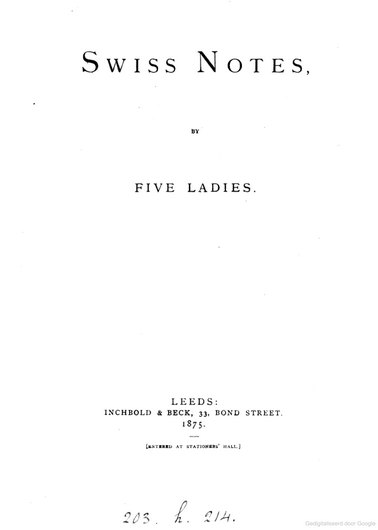
Mary Taylor: Swiss Notes, by Five Ladies. Page de titre. Leeds Inchbold and Beck, 1875.

Mary Taylor (1817-1893), l'une des premières défenseurs des droits des femmes, est née à Gomersal, dans la circonscription ouest du Yorkshire, en Angleterre.

## Biographie

### Jeunesse
Le père de Mary Taylor, Joshua, un fabricant de tissus, et sa femme Anne ont eu six enfants dont elle était la quatrième de la fratrie. Son père, un radical et membre de la Nouvelle Connexion Méthodiste, a fait faillite en 1826, mais il était déterminé à rembourser ses créanciers.
Mary était une enfant impulsive et intelligente qui partageait le caractère indépendant de son père. Elle rencontre Ellen Nussey et Charlotte Brontë en 1831 à la Roe Head School de Mirfield où elles se lient d'une forte amitié, malgré le fait qu'elles aient des avis divergents. À l'école, Mary Taylor, bien que silencieuse, était provocante, soutenant ses opinions et pratiquant ce qu'elle prêchait. Brontë, qui se rendait régulièrement à la maison des Taylor, appelée la Maison Rouge (Red House), a décrit la compagnie de la famille comme « l'un des plaisirs les plus exaltants que j'ai jamais connus ».

### Voyages en Europe
Le père de Taylor meurt en décembre 1840 et Mary entreprend un voyage en Europe avant de rejoindre sa sœur au Château de Koekelberg, un pensionnat à Bruxelles. Sa correspondance avec Charlotte Brontë décrit ce qu'elle a vu au cours de ses voyages, ce qui l'a incitée à se rendre à Bruxelles en 1842. Après la mort de sa sœur en octobre 1842, Taylor se rendit en Allemagne où, défiant les conventions établies, elle trouva un emploi dans l'enseignement de jeunes hommes.

### Sa vie en Nouvelle-Zélande
En mars 1845, Mary Taylor a rejoint son frère cadet, Waring Taylor, qui était arrivé à Wellington en 1842, en Nouvelle-Zélande.
Là-bas, Mary Taylor habitait dans la rue de Cuba où elle louait une maison en gagnant sa vie en tant que professeure de piano.
Elle a également tenté de gagner sa vie en écrivant des articles pour des magazines anglais, mais elle n'a pas réussi à les faire publier. Pendant son séjour à Wellington, Mary Taylor a également écrit un roman de 150 pages qui sera publié quarante ans plus tard, sous le nom de Miss Miles.
En 1849, la cousine de Mary Taylor, Ellen Taylor, arrive en Nouvelle-Zélande et, bien qu'elle soit de douze ans sa cadette, elle lui apporte de la confiance et de l'enthousiasme en vivant avec elle. Elles louèrent un lotissement de la ville d'Acre 178 où les deux femmes construisirent une maison de deux étages et y prévoyaient d'ouvrir un commerce de draperie et de vêtements d'ici 1850.
Ayant observé la plupart des transactions de l'entreprise de son frère dans le commerce de produits de base tels que la laine, la terre, le bétail et les vêtements, Mary Taylor a découvert et rencontré de nombreux clients potentiels. Waring Taylor aida les deux femmes à tenir leur comptabilité et l'entreprise s'est rapidement développé. Mary Taylor et Ellen espéraient gagner entre 300 et 400 livres sterling par an grâce au magasin.
La draperie, ayant un toit à deux pans avec une grande superficie de construction de vingt-huit pieds sur vingt-six pieds, servait à la fois de commerce et de maison pour Mary Taylor et Ellen qui logeaient dans les pièces du haut.
En 1851, lorsqu'Ellen Taylor tombe malade de la tuberculose, Mary Taylor s'occupe d'elle. Après le décès d'Ellen Taylor, Mary Taylor continue à travailler seule dans le magasin où l'affaire continue de se développer et Mary doit faire agrandir le bâtiment et engager un vendeur.
Dans un almanach de Wellington datant de 1853, son magasin est considéré comme l'un des plus populaires de la région. Avant de quitter le quartier des affaires de Te Aro en 1859, Mary Taylor investit 400 livres de son capital provenant de la vente de son commerce dans des terrains à Te Aro. Elle investit une partie dans la rue Abel Tasman, et l'autre dans la rue Ghuznee. Elle n'a jamais eu l'intention de rester en Nouvelle-Zélande et a vendu le magasin lui procurant un revenu qu'elle n'aurait jamais pu gagner en Angleterre. Avant 1860, elle retourne dans le Yorkshire.

### Retour dans le Yorkshire
Lorsqu'elle eu assez d'argent, Mary Taylor retourne à Gomersal. High Royd, la maison construite pour elle, fut son foyer pour le reste de sa vie. Une fois par an, elle se rendait en Suisse où, à près de 60 ans, elle dirige un groupe de cinq femmes pour mener une expédition afin d'effectuer l'ascension du mont Blanc. Elles publièrent un compte-rendu de leurs dix semaines d'aventure appelé Swiss Notes by Five Ladies.

## Idéologies féministes
Mary Taylor, fan de lecture avait l'habitude de lire lorsqu'elle dirigeait sa draperie en Nouvelle-Zélande. De retour dans le Yorkshire, entre 1865 et 1870, Mary Taylor publie de nombreux articles dans le Victoria Magazine illustrant ses nombreuses idées féministes qui ont été compilées dans le livre The First Duty of Women.
Elle trouve un grand réconfort dans la lecture ce qui l'inspire et lui permet de mieux comprendre ses opinions sur le fait que les femmes sont découragées de passer leur temps avec des livres, comme elle l'écrit dans The First Duty of Women : « Qu'elles assument donc le devoir de progresser mentalement par elles-mêmes, comme elles doivent supporter les conséquences de négliger ce progrès mental ».
Dans ces articles, elle déclare également que les femmes devraient avoir la responsabilité de gagner elles-mêmes leur vie, et que se marier uniquement pour avoir une source de revenu est humiliant.
Mary Taylor niait fortement l'idée que les femmes sont tenues par le devoir de se sacrifier pour les autres, et critiquait Charlotte Brontë pour avoir induit l'idée qu'une vie professionnelle n'est pas destinée à toutes les femmes. Dans sa lettre à Charlotte Brontë, elle écrit : « Vous êtes une lâche et une traîtresse. Une femme qui travaille est, à elle seule, meilleure que celle qui ne travaille pas et une femme qui n'est pas riche et qui ne gagne toujours pas d'argent et ne souhaite pas le faire, est coupable d'une grande faute — presque un crime ».
Il est clair dans les nombreuses lettres de Mary Taylor et dans ses écrits, que l'une des croyances centrales dans sa vie était qu'il était nécessaire pour elle qu'une femme travaille pour obtenir son indépendance et être heureuse. Dans son livre Miss Miles or a Tale of Yorkshire life 60 years ago, Taylor parle de la vie de cinq femmes de Gomersal et de leurs attitudes vis-à-vis du travail. Quatre d'entre elles ne gagnent pas assez d'argent et souffrent mentalement à cause de leur vie professionnelle, tandis que la cinquième, qui n'a pas la motivation nécessaire pour travailler, est condamnée à une vie de misère.
Taylor fait remarquer que le temps et les efforts qu'elle a passés à Wellington sont la partie de sa vie qu'elle considère comme la plus agréable en raison de l'attitude des colons et de l'égalité des chances dont bénéficient tous ceux qui s'établissaient dans le nouveau canton, quels que soient leur sexe et leur âge. Les colons s'opposent au snobisme et à tout effort visant à imposer des distinctions de classe ce qui satisfaisaient pleinement Mary Taylor.
Dans sa lettre à Charlotte Brontë datant de juin 1848, Taylor fait part de son observation sur les femmes des classes inférieures et moyennes, en écrivant : « Mrs Taylor Miss Knox et Mrs Logan étaient assises sans rien dire en admiration pendant que nous parlions de ces choses, étant en train de confectionner un patchwork pour une couette de lit. N'avez-vous jamais remarqué que les femmes des classes moyennes sont généralement trop ignorantes pour en parler ? Et que vous vous êtes pleinement adressé aux hommes pour cette conversation ? Il n'y a pas de telle infériorité féminine dans les classes inférieures. Les femmes vont de pair avec les hommes dans le degré de culture qu'elles sont capables d'atteindre. Je peux très bien parler avec une femme d'un menuisier, mais rarement avec celle d'un marchand ».
En 2011, en hommage à toutes les actions de défenses des droits des femmes de Mary Taylor, une exposition est organisée dans sa maison d'enfance, la Red House. L'exposition, intitulée "Mary Taylor: Strong-minded woman" (en français « Mary Taylor : une femme de caractère »), raconte sa vie en exposant notamment ses idéologies féministes.
Cette même exposition avait déjà eu lieu dans la ville où Mary Taylor avait vécu à Wellington en Nouvelle-Zélande, au Musée Petone Settlers.